# Naitō Toyomasa
Naitō Toyomasa est un nom japonais traditionnel ; le nom de famille (ou le nom d'école), Naitō, précède donc le prénom (ou le nom d'artiste).
Naitō Toyomasa (内藤 豊昌, 3 octobre 1773 - 25 octobre 1856)  originaire de la province de Tamba est un faiseur japonais de netsuke. Associé à l'école de Tamba, son œuvre représente souvent des animaux.  

## Source de la traduction
- (en) Cet article est partiellement ou en totalité issu de l’article de Wikipédia en anglais intitulé « Naitō Toyomasa » (voir la liste des auteurs).